# ديفيد كالدويل (مدير عام)
ديفيد كالدويل (بالإنجليزية: David Caldwell)‏ هو مدير عام أمريكي، ولد في 1974 في بوفالو في الولايات المتحدة.